# Kirchdorf an der Iller

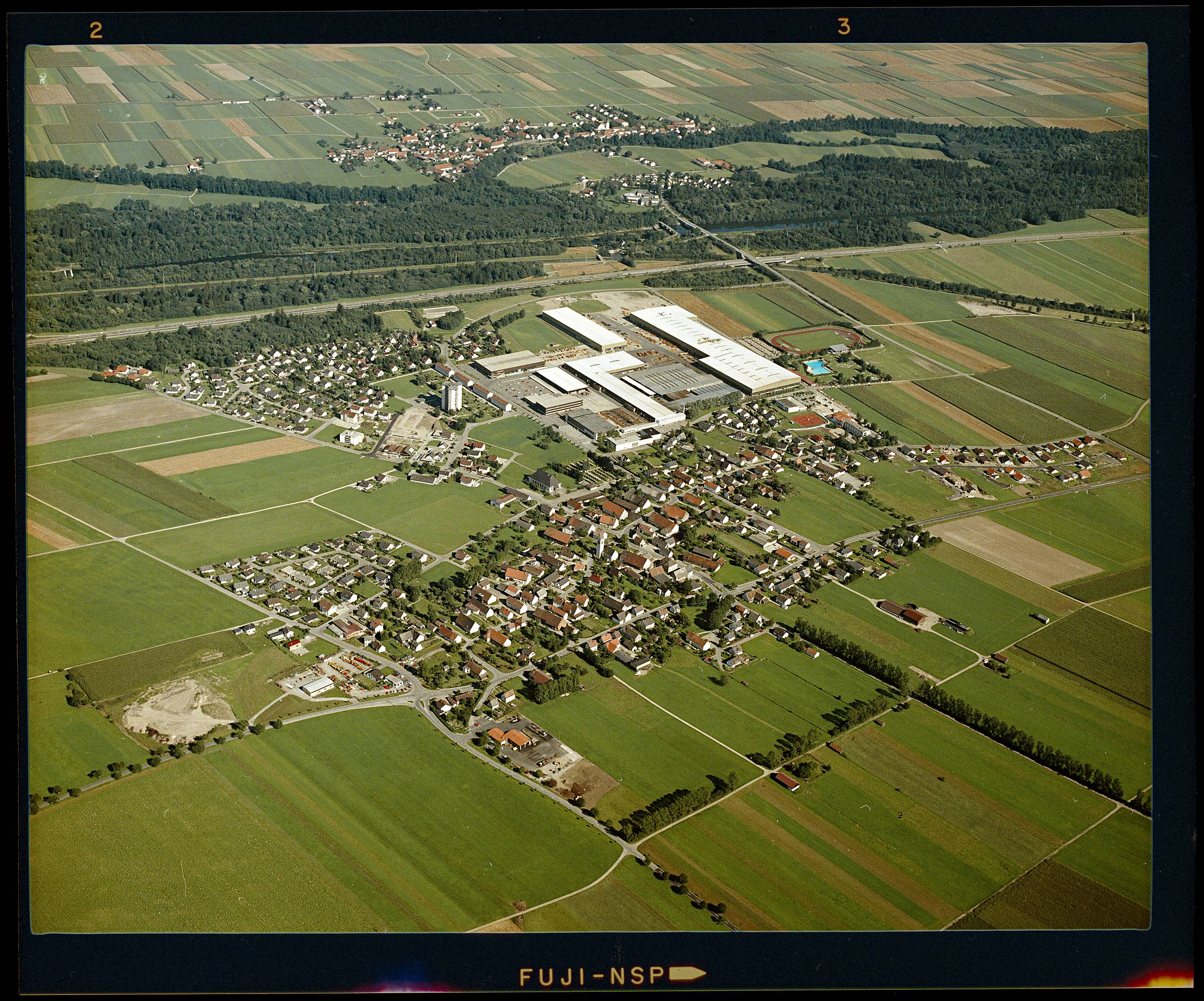
Luftbild von Kirchdorf (1985)

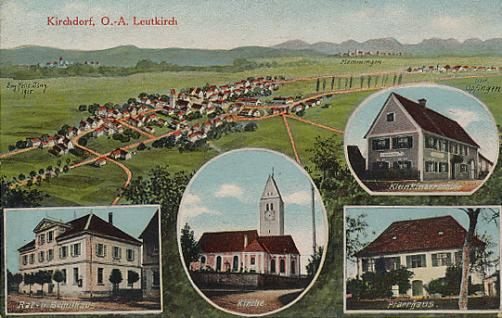
Kirchdorf an der Iller um 1900

Kirchdorf an der Iller ist eine Gemeinde im östlichen Landkreis Biberach in Baden-Württemberg. Sie ist Teil des Gemeindeverwaltungsverbands Illertal und bildet mit dem benachbarten Erolzheim ein Unterzentrum. In Kirchdorf befindet sich das Stammwerk der Firma Liebherr.

## Geographie

### Geographische Lage
Die oberschwäbische Gemeinde Kirchdorf gehört der Region Donau-Iller an und liegt im Illertal. Im Osten grenzt Kirchdorf an die Iller und damit an die Landesgrenze zum bayerischen Regierungsbezirk Schwaben. Kirchdorf liegt etwa 15 Kilometer nördlich von Memmingen und etwa 32 Kilometer östlich der Kreisstadt Biberach.

### Gemeindegliederung
Zu Kirchdorf gehören die Ortsteile:
- Kirchdorf
- Oberopfingen
- Unteropfingen

und die Wohnplätze
- Binnrot
- Rudeshof
- St. Angelus
- Schifferhaus
- Waldenhofen
- Wiesbauer.

Eine Besonderheit sind die Weiler Binnrot und Waldenhofen, weil sie keine räumliche Verbindung mit dem Gemeindegebiet von Kirchdorf haben und damit Exklaven auf den Gemeindegebieten von Berkheim und Erolzheim sind.

### Nachbargemeinden
Die Gemeinde Kirchdorf an der Iller grenzt an folgende Gemeinden: Im Norden an Dettingen an der Iller, im Osten an die zum bayerischen Landkreis Unterallgäu gehörenden Gemeinden Pleß, Fellheim und Heimertingen, im Süden an Tannheim und im Westen an Berkheim und Erolzheim.

### Schutzgebiete
Der größte Teil des Kirchdorfer Gemeindegebiets gehört zum Landschaftsschutzgebiet Iller-Rottal. Durch die Exklave Waldenhofen fließt die Rot, die Bestandteil des FFH-Gebiets Rot, Bellamonter Rottum und Dürnach ist.

## Geschichte

### Überblick
Kirchdorf wurde erstmals 764 in der Stiftungsurkunde für das Kloster Ottobeuren erwähnt. Es gehörte zur Herrschaft Kellmünz, fiel aber um das Jahr 1000 an die Grafschaft Bregenz und 1150 an die Tübinger Pfalzgrafen. Letztere verkauften den Ort 1342 an die Grafen von Württemberg. 1604 erwarb das Prämonstratenserkloster Rot an der Rot den Ort. Als die kirchlichen Grundherrenschaften im Zuge der Säkularisation 1803 aufgehoben wurden, kam Kirchdorf 1803 an die Grafen von Wartenberg-Rot und die Grafen von Schaesberg. Mit der Mediatisierung 1806 fiel Kirchdorf an das Königreich Württemberg. Dort gehörte es seit 1810 zum Oberamt Leutkirch. Bei der Kreisreform während der NS-Zeit in Württemberg gelangte Kirchdorf 1938 zum  Landkreis Biberach.
Im Jahre 1945 wurde Kirchdorf Teil der Französischen Besatzungszone und kam somit zum Nachkriegsland Württemberg-Hohenzollern, welches 1952 im Bundesland Baden-Württemberg aufging.
Die Industrialisierung begann bereits in den 1920er Jahren mit dem Bau des Illerkraftwerkes. Den Durchbruch brachte dann die Errichtung des Liebherr-Werkes 1949. Mit diesem Bau wurde der Ort zu einem der bedeutendsten Industriestandorte im Landkreis Biberach.

### Religionen
In Kirchdorf und in Oberopfingen gibt es je eine römisch-katholische Kirchengemeinde. Beide Gemeinden gehören zur Seelsorgeeinheit Illertal des Dekanats Biberach.
Inzwischen besteht im Hauptort durch Zuzug von Vertriebenen nach dem Zweiten Weltkrieg auch eine Gemeinde der evangelischen Landeskirche in Württemberg. Näheres zur Geschichte der evangelischen Kirchengemeinde Kirchdorf ist im entsprechenden Abschnitt beim Kirchenbezirk Biberach erläutert.
In Kirchdorf gibt es außerdem eine neuapostolische Gemeinde sowie einen Türkisch-Islamischen Verein mit einem Gebetsraum. 

### Eingemeindungen

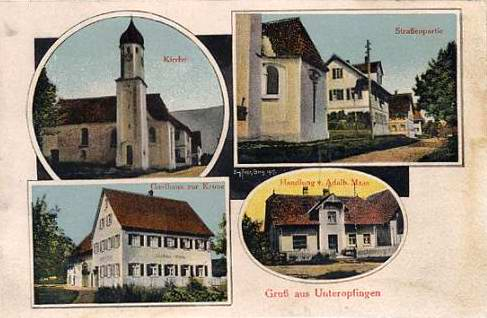
Unteropfingen um 1900

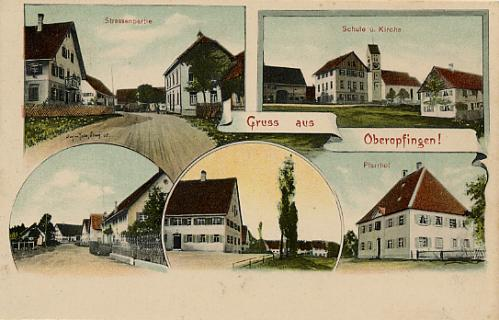
Oberopfingen um 1900

- 1842: Unteropfingen
- 1974: Oberopfingen[3]

### Einwohnerentwicklung
- 1949: 0700 Einwohner
- 1961: 1623 Einwohner, davon 323 in Oberopfingen
- 1970: 1886 Einwohner, davon 347 in Oberopfingen
- 1991: 2782 Einwohner
- 1995: 3215 Einwohner
- 2005: 3594 Einwohner
- 2010: 3470 Einwohner
- 2015: 3516 Einwohner

## Politik

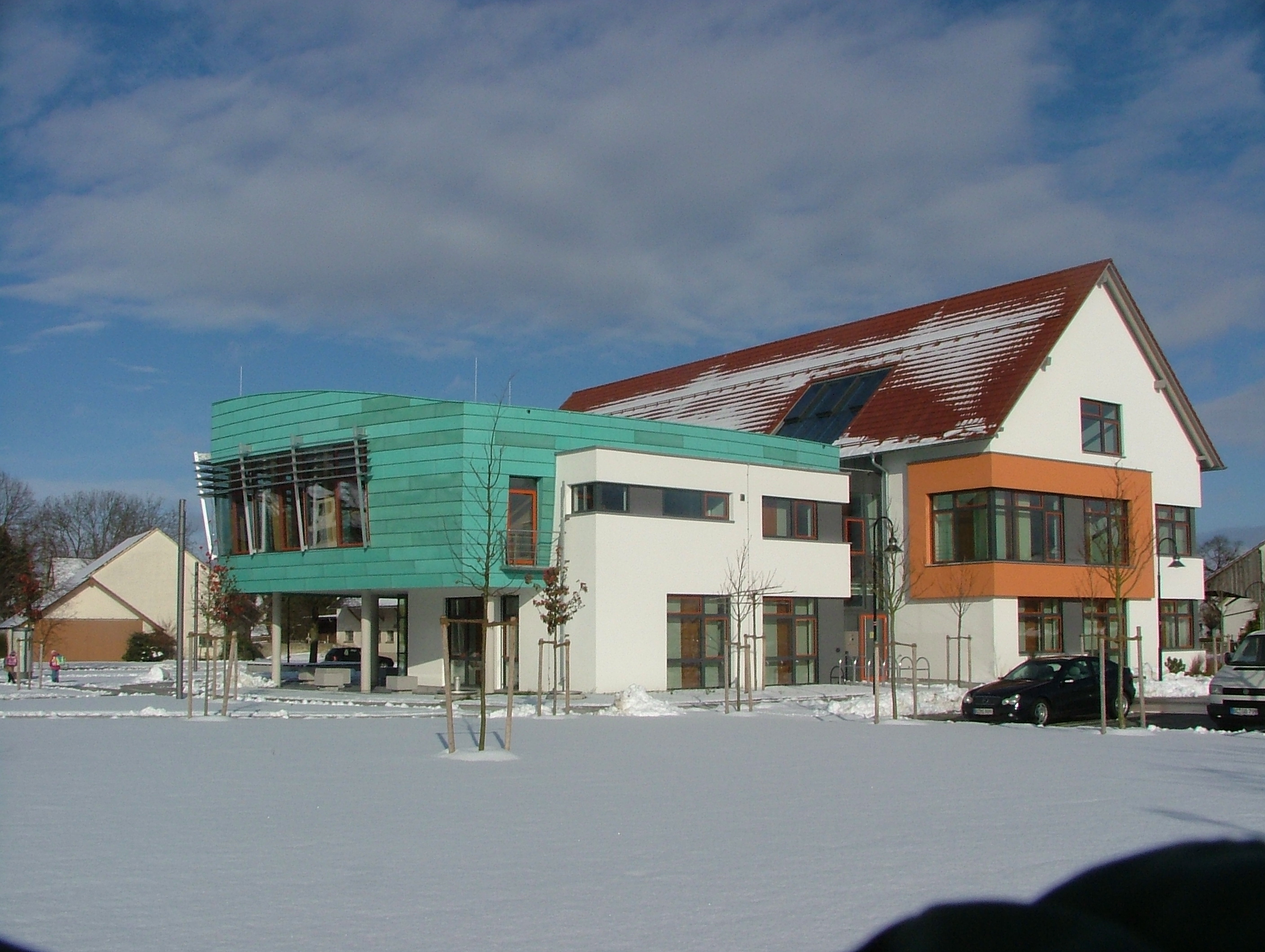
Neues Rathaus

### Gemeinderat
In Kirchdorf an der Iller wird der Gemeinderat nach dem Verfahren der unechten Teilortswahl gewählt. Dabei kann sich die Zahl der Gemeinderäte durch Überhangmandate verändern. Der Gemeinderat besteht aus den 14 gewählten ehrenamtlichen Gemeinderäten und dem Bürgermeister als Vorsitzendem. Der Bürgermeister ist im Gemeinderat stimmberechtigt. Die Kommunalwahl am 9. Juni 2024 führte zu folgendem Ergebnis. Die Wahlbeteiligung betrug 57,95 %.
| Partei/Gruppierung       | Stimmen | Sitze |
| ------------------------ | ------- | ----- |
| Freie Wählergemeinschaft | 50,95 % | 7     |
| Engagierte Bürger        | 49,05 % | 7     |

### Bürgermeister
Bürgermeister der Gemeinde Kirchdorf an der Iller ist seit 1995 der parteilose Rainer Langenbacher. Zuletzt wurde er bei der Bürgermeisterwahl im Juli 2019 mit 96,4 Prozent der Stimmen im Amt bestätigt.

### Wappen
| Wappen der Gemeinde Kirchdorf an der Iller | Blasonierung: „In gespaltenem Schild vorne in Gold (Gelb) zwei schräg gekreuzte, brennende rote Kerzen, hinten in Rot eine dreilatzige goldene (gelbe) Fahne an drei goldenen (gelben) Trageringen.“ |
| Wappen der Gemeinde Kirchdorf an der Iller | Wappenbegründung: Spätestens um 1955 zeigten die nicht heraldisch aufgefassten Siegelbilder der Gemeinde und des Pfarramts eine Kirche, letzteres darüber hinaus noch die zwei schräg gekreuzten Kerzen als das Attribut des Patrons St. Blasius. In dem vom Innenministerium am 9. Oktober 1956 samt der Flagge verliehenen Wappen bezieht sich das Attribut des Kirchenheiligen auf die im Gemeindenamen angesprochene alte Pfarrkirche. In der hinteren Schildhälfte erinnert die dreilatzige Fahne als Wappenfigur der Pfalzgrafen von Tübingen an deren zeitweilige Oberhoheit über das Dorf. |

## Kultur und Sehenswürdigkeiten
In Kirchdorf befindet sich das Grab des Barockdichters Andreas Speyer.

### Bauwerke

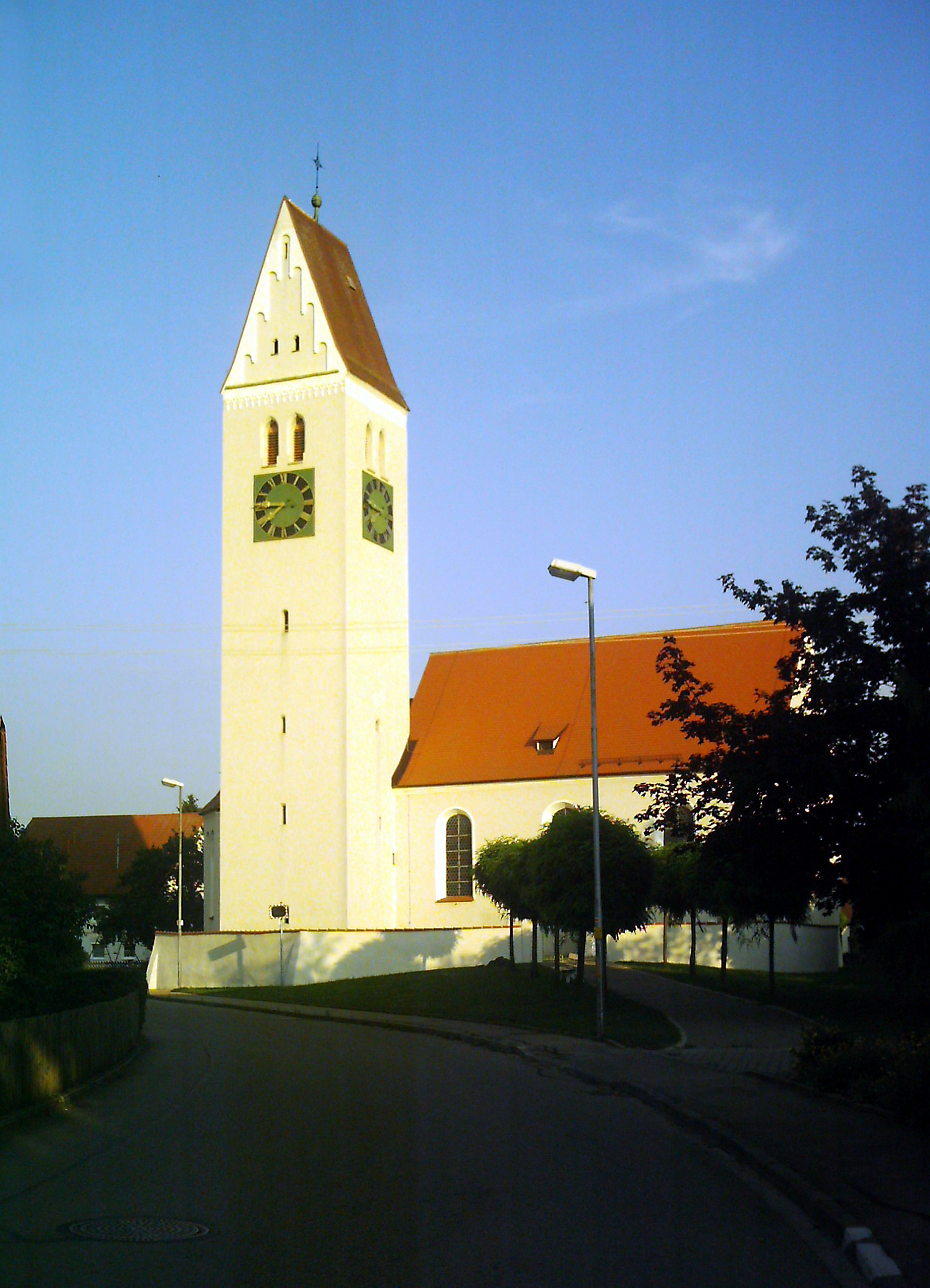
Römisch-katholische Pfarrkirche St. Blasius

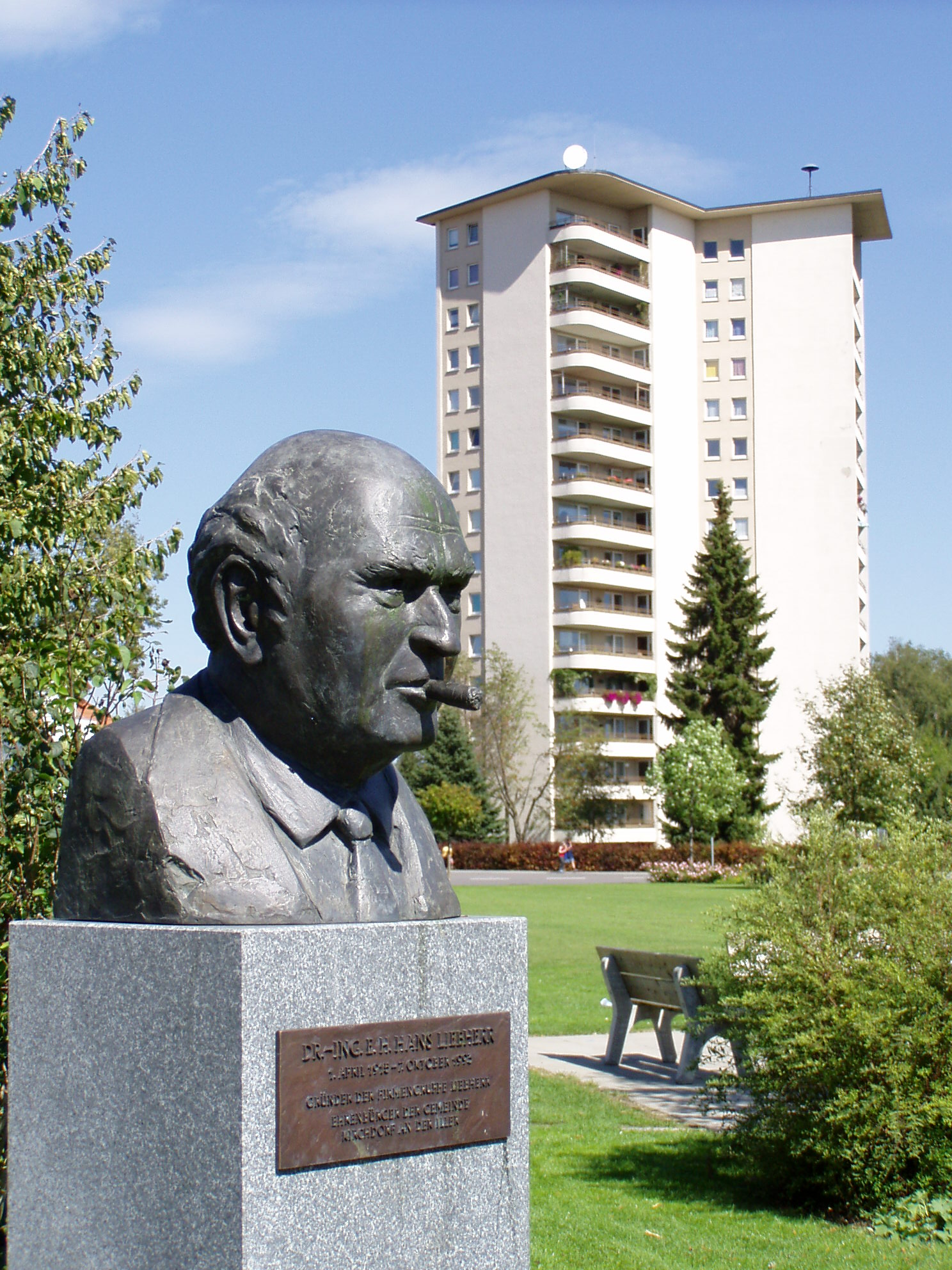
Liebherr-Denkmal mit -Hochhaus

Römisch-katholische Pfarrkirche St. Blasius aus dem Jahre 764 n. Chr. Eine der ältesten Kirchen des mittleren Illertales.
- Dr.-Hans-Liebherr-Stadion
- Freibad Kirchdorf
- Das Hochhaus
- Bruder-Klaus-Kapelle in der Exklave Binnrot
- Riedkapelle in Unteropfingen

### Regelmäßige Veranstaltungen
- Gartenfest Oberopfingen
- Weinfest des Musikvereins
- Abendserenade des Musikvereins im Bürgerpark
- Weihnachtsmarkt im Bürgerpark

### Museen
- Michael-von-Jung-Gedenkstätte

### Freizeit- und Sportanlagen
Das Freizeit- und Sportanlagenangebot Kirchdorfs ist vielfältig. Die größte Sportanlage ist das 1972 erbaute Dr.-Hans-Liebherr-Stadion mit 600 Sitzplätzen. Daneben gibt es Tennis- und Fußballplätze, ein großes beheiztes Freibad mit doppeltem Sprungturm und einer Wasserrutsche, einen Hartplatz mit Basketballkörben, einen Bürgerpark mit Skater-Anlage, Schachfeld und dem von Gerold Jäggle geschaffenen, über 4 Meter hohen Dr.-Hans-Liebherr-Brunnen. In Oberopfingen befindet sich ein Badesee.

### Sportvereine
Kirchdorf hat über 30 Vereine. Der größte ist der Sportverein Kirchdorf, welcher die Abteilungen Fußball, Gymnastik, Radsport, Leichtathletik, Tennis und Tischtennis hat. Der 1929 gegründete Verein zählt 1100 Mitglieder.

## Wirtschaft und Infrastruktur

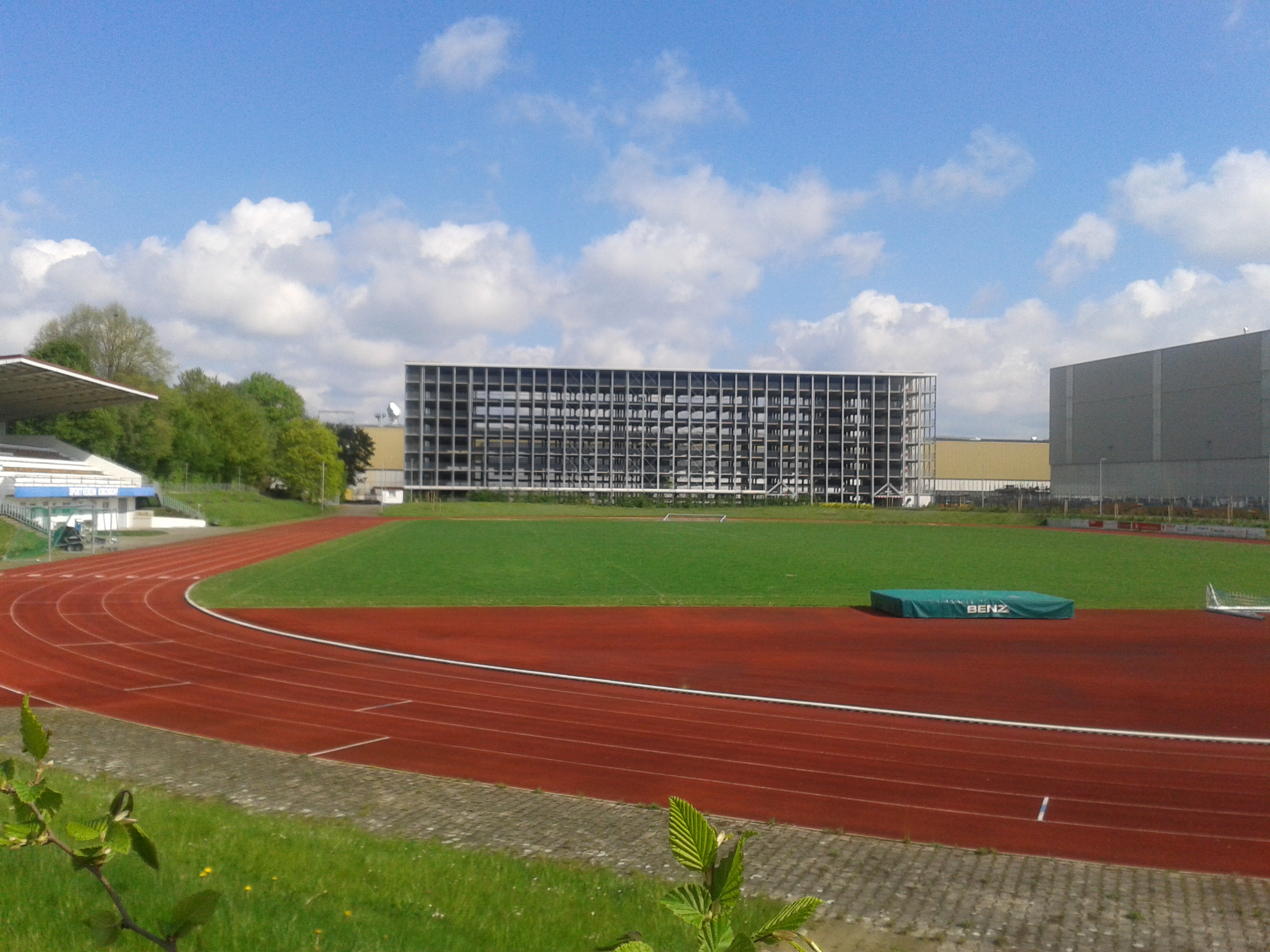
Neues Mitarbeiterparkhaus Liebherr-Hydraulikbagger neben dem Dr. Hans-Liebherr-Stadion (2014)

In Kirchdorf an der Iller wurde 1949 das Unternehmen Liebherr gegründet. Hans Liebherr baute hier sein erstes Produkt, einen Turmdrehkran, der mobil, leicht abbau- und wieder montierbar war. Die typisch gelben Krane der Marke Liebherr sind bis heute auf vielen Baustellen der Welt zu finden.

### Verkehr
An Kirchdorf führt die Bundesautobahn 7 vorbei, die über die Anschlussstellen Dettingen an der Iller und Berkheim zu erreichen ist. Der nächste Flughafen befindet sich in Memmingen. Der nächste Bahnhof ist Kellmünz, der nächste Fernverkehrsbahnhof mit IC-Halt ist der nahegelegene Bahnhof Memmingen.

### Ansässige Unternehmen
- Die Liebherr-Hydraulikbagger GmbH in Kirchdorf mit etwa 1850 Arbeitsplätzen ist der größte Arbeitgeber in der nahen Umgebung. Hier entwickelte Hans Liebherr 1949 den ersten Turmdrehkran TK 10. Alle neuen Produkte seit dem Turmdrehkran TK 10, außer die Sparte Luftfahrttechnik wurden zunächst in Kirchdorf entwickelt und produziert.
- Die Liebherr-Components Kirchdorf GmbH mit etwa 470 Arbeitsplätzen produziert am Standort Oberopfingen Hydraulikzylinder, Gaszylinder und Dämpfer.
- Ebenfalls am Standort Oberopfingen betreibt die Liebherr-Logistics GmbH seit 2015 ein Logistikzentrum für die weltweite Ersatzteilversorgung von Baumaschinen der Produktsparte Erdbewegungen.[7]

### Bildungseinrichtungen
Kirchdorf verfügt mit der Michael-von-Jung-Schule über eine Grund- und Gemeinschaftsschule. Außerdem gibt es in Kirchdorf und Oberopfingen je einen Kindergarten.

## Persönlichkeiten
- Michael von Jung (1781–1858), Pfarrer und Dichter
- Ernst Otto Fick (1898–1945), SS-Brigadeführer und Generalmajor der Waffen-SS
- Clemens Härle, Braumeister und Firmengründer

### Ehrenbürger
- Hans Liebherr (1915–1993), Begründer von Liebherr
- Paul Harrer († 1973), ehemaliger Pfarrer von Kirchdorf
- Harald Notz, Bürgermeister in Kirchdorf von 1966 bis 1995
- Hermann Hummel, Rektor an der Michael-von-Jung-Schule 1984–2001 und stv. Bürgermeister 1980–1999